# Joachim Cronman
Joachim Cronman, född omkring 1630 i Livland, död 5 mars 1703 vid Dünamünde, var en svensk militär.
Joachim Cronman var son till krigskommissarie Hans Cronman och Ursula Kordes. Han blev student vid Dorpats universitet 1645, var 1656 kapten vid Upplands regemente, blev senare major vid Skånska regementet och var 1668–1679 överste och chef för regementet. 1679–1685 var han chef för Garnisonsregementet i Narva, 1683–1703 chef för Savolax och Nyslotts läns infanteriregemente. Han var kommendant för Neumünde skans och stupade vid skansens fall.
Joachim Cronman skrev sig till Alatskivi slott och Söttküll i Vaivara socken i Estland.